# NGC 2606
NGC 2606 (również PGC 24117) – galaktyka spiralna (Sbc), znajdująca się w gwiazdozbiorze Wielkiej Niedźwiedzicy. Odkrył ją John Herschel 16 lutego 1831 roku. Jest to galaktyka z aktywnym jądrem typu LINER.